# ANSI/ISA-95
ANSI / ISA-95, o ISA-95, come è più comunemente chiamato, è uno standard internazionale dall'International Society of Automation per lo sviluppo di un'interfaccia automatizzata tra sistemi aziendali e sistemi di controllo. Questo standard è stato sviluppato per i produttori globali. È stato sviluppato per essere applicato in tutti i settori e in tutti i tipi di processi: come i processi batch, processi ripetitivi e continui.
Gli obiettivi di ISA-95 sono quelli di fornire una terminologia coerente che è un fondamento per le comunicazioni fornitore e produttore, di fornire modelli informativi coerenti, e di fornire modelli operativi coerenti, che è la base per chiarire le funzionalità dell'applicazione e come l'informazione deve essere utilizzata.

## Struttura
Lo standard ISA-95 è diviso in 5 parti:
ANSI / ISA-95.00.01-2000, Enterprise-Control System Integration Parte 1: Modelli e Terminologia si compone di terminologia standard e modelli di oggetti, che possono essere utilizzati per decidere quali informazioni devono essere scambiate.
I modelli aiutano a definire i confini tra i sistemi aziendali e i sistemi di controllo. Essi aiutano ad indirizzare le domande come i compiti che possono essere eseguiti con tale funzione e quali informazioni devono essere scambiate tra le applicazioni.
ISA-95 Models
- Contesto
- Gerarchia Modelli
  - Pianificazione e controllo (Purdue)
  - Gerarchia Attrezzature
- Modello di flusso dati funzionale
  - Funzioni di Produzione
  - Flussi Dati
- Modelli di oggetti
  - Oggetti
  - Relazioni oggettuali
  - Attributi degli oggetti
- Modelli di attività delle operazioni
  - Operazioni Elementi: PO, MO, QO, IO
  - Operationi modello flusso dati
    - Operazioni di funzioni
    - Operationi di flussi

ANSI / ISA-95.00.02-2001, Enterprise Control System Integration Parte 2 : Modello oggetto attributi consiste di attribuire per ogni oggetto che è stato definito nella parte 1. Gli oggetti e gli attributi della Parte 2 possono essere utilizzati per lo scambio di informazioni tra diversi sistemi, questi oggetti e attributi possono anche essere utilizzati come base per i database relazionali.
ANSI / ISA-95.00.03-2005, Enterprise-Control System Integration, Parte 3: i modelli di gestione delle operazioni di produzione si concentra sulle funzioni e le attività a livello 3 (Produzione / layer MES). Esso fornisce linee guida per descrivere e confrontare i livelli di produzione di diversi siti in modo standardizzato.
ISA-95.04 modelli di oggetti e attributi Parte 4 di ISA-95: "Modelli di oggetti e attributi per la gestione delle operazioni di produzione"
Il comitato SP95 parte 4 di ISA-95 è ancora in via di sviluppo, che ha per titolo "Modelli di oggetti e attributi di Gestione delle Operazioni di Produzione". Questa specifica tecnica definisce i modelli di oggetti che determinano quali informazioni vengono scambiate tra le attività MES (definite nella parte 3 della ISA-95). I modelli e gli attributi della parte 4 sono la base per la progettazione e l'implementazione dello standard di interfaccia e assicurarsi un periodo flessibile per la cooperazione di informazioni-scambio tra le diverse attività MES.
ISA-95.05 B2M Operazioni Parte 5 di ISA-95: "Affari delle operazioni di produzione" anche la parte 5 di ISA-95 è ancora in sviluppo. Questa specifica tecnica definisce la cooperazione tra l'ufficio e la produzione nei sistemi-automazioni, che può essere utilizzato insieme ai modelli di oggetti esterni alle parti 1 e 2. Le operazioni si connettono e organizzano gli oggetti di produzione e le attività che si definiscono attraverso le parti precedenti della serie. Tali operazioni hanno luogo a tutti i livelli all'interno di un affare, ma il focus di questa specifica tecnica si trova nell'interfaccia tra gli enterprise e i sistemi di controllo. Sulla base di modelli, l'operazione sarà descritta e verrà logicamente spiegato il processo operazionale.
Le attività all'interno delle zone di produzione sono eseguite e le informazioni sono passate avanti e indietro. Lo standard prevede modelli di riferimento per le attività produttive, le attività di qualità, le attività di manutenzione e le attività di inventario.